# پیر دارمون
پیر دارمون (فرانسوی: Pierre Darmon‎؛ زادهٔ ۱۴ ژانویهٔ ۱۹۳۴) یک تنیس‌باز اهل فرانسه است.